# Злочинний синдикат (фільм)
Злочинний синдикат (англ. The Outfit) — американський бойовик 1993 року.

## Сюжет
Бон Конн — агент ФБР і військовий фахівець зі зброї — був впроваджений в одну з мафіозних банд, щоб розкрити і назавжди припинити її злочинну діяльність. Знання зброї та організаційний талант Конна дуже знадобилися ватажкові банди під час однієї з мафіозних розборок, і таємний агент отримав привабливу пропозицію. Влада, гроші й життя в розкоші кого завгодно можуть змусити забути про службові обов'язки. Працюючи над поліпшенням озброєння банди, Конн дедалі глибше втягується в мафіозну війну і все рідше згадує про доручене йому завдання. Але ймовірність проколу постійно зростає, і незабаром перед агентом постає вибір: остаточно перейти на бік ворога або використовувати свої знання, щоб покінчити з бандитами.

## У ролях
- Ленс Генріксен — Датч Шульц
- Мартін Коув — агент Бейкер
- Біллі Драго — Лакі Лучано
- Рік Вошберн — Ред
- Джош Мозбі — Легс Даймонд
- Джон Крістіан Інгвордсен — Бон Конн
- Аллен Гілмор — Вошберн
- Джулі Лінч — Кікі
- Дж. Грегорі Сміт — Джиммі
- Джеф Говард — Макс
- Марі Хілі — Сьюзі
- Джон Вейнер — Джо